# Bantayan (Mandah)
Bantayan is een bestuurslaag in het regentschap Indragiri Hilir van de provincie Riau, Indonesië. Bantayan telt 2282 inwoners (volkstelling 2010).